# Torre Caetani (Todi)
La Torre Caetani è una torre della città di Todi. Si trova nel cosiddetto terzo cerchio delle mura della città di Todi, ultimato nel 1240. Deve la sua denominazione di “caetana” al fatto che su questa torre aprì una importante porta di accesso alla città il Podestà di Todi Loffredo Caetani tra il 1282 ed il 1283.

## Storia e Descrizione
Molto stretti furono i rapporti tra la città di Todi e l’importante famiglia del baronaggio romano. Pietro Caetani fu infatti vescovo di Todi dal 1252 al 1276 e suo nipote Benedetto, futuro papa Bonifacio VIII, fu canonico della Cattedrale di Todi nel 1260.  
Loffredo era il fratello  di Benedetto e, dopo che quest’ultimo fu nominato cardinale nel 1281, ebbe la carica di podestà di Todi.  
Le mura cittadine furono rifatte tra il 1436 ed il 1440 mentre era Signore di Todi Francesco Sforza, vennero rinforzati molti torrioni e fu “serrata” porta Caetana, ossia fu chiusa e aperto un accesso laterale con ponte levatoio.  

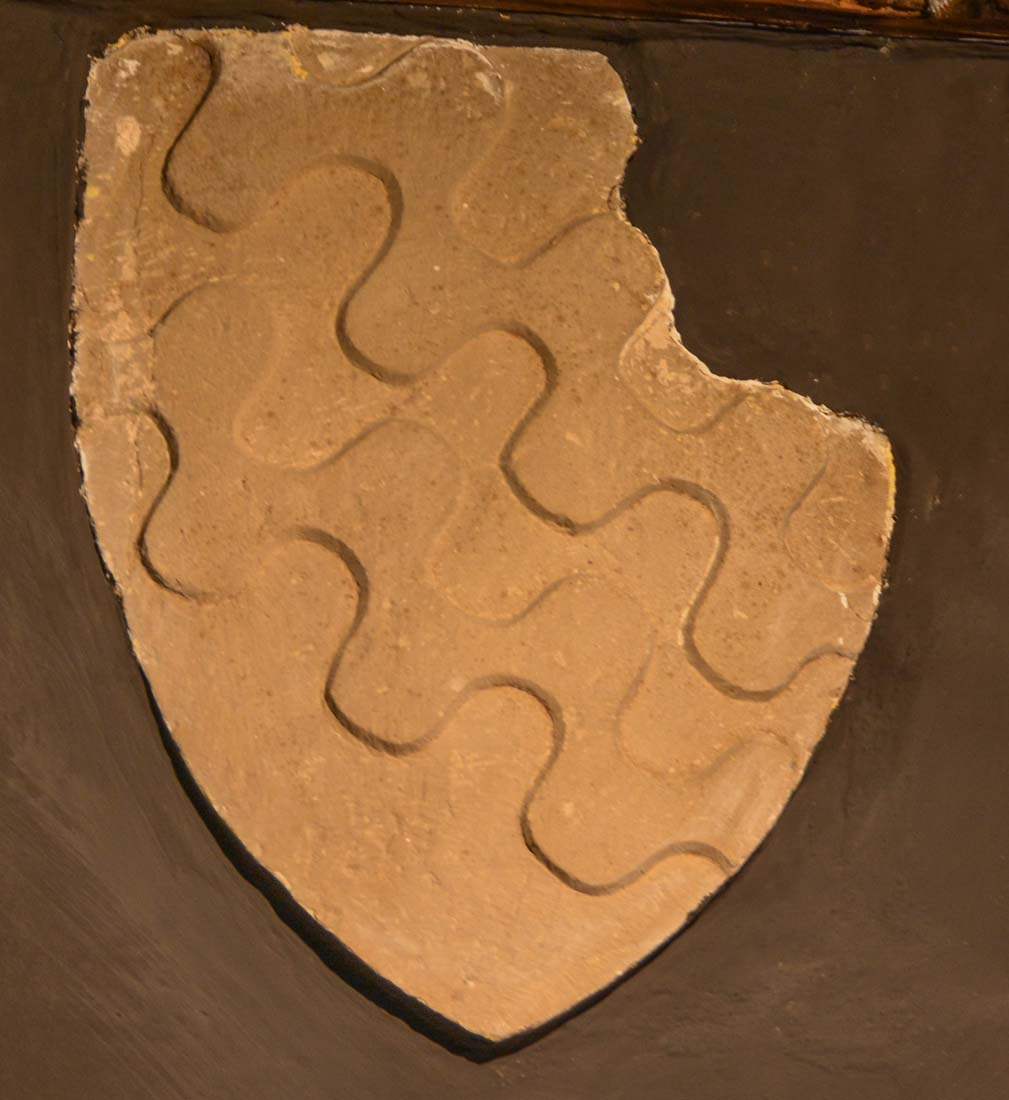
Stemma famiglia Caetani presente nella Torre Caetani di Todi

Dopo il 1508 la Torre e l’intera zona circostante divenne proprietà della Congregazione di Santa Maria della Consolazione, l’istituzione preposta alla costruzione e alla cura del tempio bramantesco di Santa Maria della Consolazione e alla gestione dei numerosi pellegrini che qui arrivavano da tutta Europa. 
Abbiamo così la costruzione di un ospedale per i pellegrini e gli ammalati edificato proprio davanti alla chiesa, inoltre lungo la strada dove si affaccia Torre Caetana  si svolgeva la fiera di Pentecoste e furono aperte 18 botteghe sul lato destro e ben 31 sul lato sinistro.
In una relazione, datata 21 settembre 1931, riguardo alcuni lavori di sistemazione da eseguire nella zona delle mura della città, dove insiste Torre Caetana, il sindaco di Todi, sicuramente edotto dall’archivista bibliotecario, il nobile avvocato Giulio Pensi, scriveva al comm. Paribeni, Direttore Generale della Sovrintendenza ai Monumenti e Scavi: “Lungo la strada provinciale che costeggia l’antica cinta di mura medievali tuderti poco prima di arrivare al tempio suddetto, esiste ancora una torre che serviva di porta di ingresso alla città. 
È quasi intatta con la sua merlatura e caditore, la porta ad arco acuto da chiudersi alzando il ponte levatoio, due lunghe feritoie per il passaggio delle catene che la muovevano, lo stemma del comune sopra il detto ingresso.
Essa è chiamata porta Caetana perché secondo i documenti del nostro Archivio fu fatta costruire nel 1282 da Loffredo Caetani podestà di questo Comune e fratello di quel Bonifacio VIII che visse i primi anni della sua giovinezza a Todi presso lo zio Pietro, che ne era vescovo, e vi frequentò lo Studio Generale che allora questa Città possedeva e vi accese per il suo amore ai ghibellini le sue prime inimicizie con fra Jacopone. 
Nell’interno della torre si vedono murati due grandi stemmi di pietra dei "Caetani”. 
Ancora oggi al suo interno è possibile ammirare uno dei due stemmi della famiglia Caetani.